# 雅典 (加利福尼亞州)
雅典（英語：Athens）是位於美國加利福尼亞州洛杉磯縣的一個非建制地區。該地的面積和人口皆未知。

## 地理
雅典的座標為33°55′12″N 118°16′52″W / 33.92000°N 118.28111°W，而該地的平均海拔高度為52米（即171英尺）。